# خورخه گنزالس (بازیکن فوتبال زاده ۱۹۹۸)
خورخه گنزالس (انگلیسی: Jorge Gonzalez؛ زادهٔ ۲۹ اکتبر ۱۹۹۸) بازیکن فوتبال است.